# Der Zigeunerbaron (1954)
Der Zigeunerbaron ist ein deutscher Spielfilm des Regisseurs Arthur Maria Rabenalt aus dem Jahr 1954. Die Hauptrollen waren mit Paul Hörbiger, Margit Saad und Gerhard Riedmann besetzt worden. Das Drehbuch verfasste Curt Johannes Braun. Es basiert sehr lose auf dem Libretto zu der gleichnamigen Operette von Ignaz Schnitzer und der Musik von Johann Strauss (Sohn). 

## Handlung
Sandor Barinkay kehrt aus dem Exil in die Heimat zurück. Entsetzt muss er feststellen, dass sich das große Gut seiner Vorfahren in einem verwahrlosten Zustand befindet. Er hofft aber, den alten Glanz wiederherstellen zu können. Sein Vater hat ihm nämlich erklärt, vor seiner Flucht habe er das barinkaysche Vermögen – zusammen mit der Kriegskasse der türkischen Armee – vergraben. Das junge Zigeunermädchen Saffi bewundert den jungen Mann und hilft ihm beim Einrichten des Gutshauses. Als sich am Abend alle Zigeuner vor dem Lagerfeuer versammeln, ernennen sie Sandor zu ihrem Schutzherrn, zum „Zigeunerbaron“.
Es gibt aber eine Person im Ort, der die Anwesenheit Sandors den Schlaf raubt, nämlich der neureiche Schweinezüchter Kalman Zsupan. Der war früher ein einfacher Schweinehirt im Dienste der Barinkays und hat sich während deren Abwesenheit einige fremde Grundstücke zu Eigen gemacht. Um diese behalten zu können, verfolgt er jetzt den Plan, seine Tochter Arsena mit dem Ankömmling zu verheiraten; denn dann bliebe ja alles in der Familie. Zu seinem Leidwesen aber ist Arsena in Zsupans schüchternen Sekretär Ottokar verliebt, beginnt aber an diesem zu zweifeln, als sie Sandor kennenlernt. Kaum hat Saffi Zsupans Absichten durchschaut, beweist sie – unter Anwendung eines Tricks – ihrem heimlich Geliebten, dass Arsena immer noch zu Ottokar steht. Darüber ist Sandor so beeindruckt, dass er gleich beim nächsten turbulenten Fest seine Verlobung mit Saffi bekanntgibt. Die Verlobung währt jedoch nur Minuten; denn kurz danach wird das Paar vom stammesältesten Zigeuner getraut.
Schließlich trifft auch Sandors Vater Ernö bei den Zigeunern ein. Wie ihm sein Sohn seine Schwiegertochter vorstellt, sticht dem alten Barinkay an Saffis Hals ein Medaillon mit alttürkischer Schrift ins Auge. Nun muss er feststellen, dass das Mädchen die Tochter des letzten türkischen Paschas im Ungarland ist, also eine richtige Prinzessin! 
Plötzlich taucht auf dem Anwesen der Barinkays der Bezirkskommandant Homonay auf. Begleitet wird er von Graf Carnero, einem hohen Staatsbeamten. Der Oberst wirft Sandor vor, ein türkischer Spion zu sein, und Carnero beanstandet dessen illegale Heirat mit Saffi. Als das Paar für verhaftet erklärt wird, schießt Sandor kurzerhand den Kronleuchter von der Decke und nutzt den dadurch entstehenden Tumult zur Flucht.
In der Stadt herrscht große Aufregung, weil Kaiserin Maria Theresia zu Besuch eintrifft. Ihr wahres Anliegen ist aber, ihre Untertanen zu Geldspenden für den bevorstehenden Krieg aufzufordern. Plötzlich betritt der junge Barinkay den Saal und stiftet eine Million Dukaten. Dafür erbittet er Saffis Freilassung. Dieser Wunsch wird ihm nicht nur erfüllt; der „Zigeunerbaron“ wird zu einem richtigen Baron geadelt. Sandor und Saffi heiraten noch einmal, diesmal aber richtig, umrahmt von einem rauschenden Fest.

## Musik
Aus der Operette wurden die folgenden gesungenen Musiknummern für den Film verwendet:
- Als flotter Geist mit dem Refrain Ja, das alles, auf Ehr‘ (Auftrittslied des Sandor Barinkay),
- Ja, das Schreiben und das Lesen sind nie mein Fach gewesen (Auftrittslied des Kalman Zsupan),
- O habet acht, habet acht vor den Kindern der Nacht! (Arie der Saffi)
- Wer uns getraut? (Duett Saffi-Sandor)
Dazu erklingen während des Vorspanns Teile der Ouvertüre. Hinzu kommen noch einige instrumentale Nummern, die vom Ballett des Nationaltheaters Belgrad getanzt wurden. Bert Grund leitete das Filmorchester und den Chor des Nordwestdeutschen Rundfunks (NWDR).

## Produktionsnotizen
Die Produktionsgesellschaft „Berolina“ erstellte den Film in zwei Versionen: deutsch und französisch. In letzterer spielte die Rolle des Sandor Barinkay der französische Sänger-Schauspieler Georges Guétary. Die Außenaufnahmen entstanden in Jugoslawien (Belgrad, Sremski Karlovci, Palić-See, Sarajevo), die Innenaufnahmen in den Avala-Ateliers in Belgrad und im Atelier Berlin-Tempelhof. Die Bauten wurden von den Filmarchitekten Willi A. Herrmann, Heinrich Weidemann, Peter Schlewski und Paul Markwitz entworfen. Herbert Ploberger steuerte die Kostüme bei. Kurt Ulrich, Heinz Willeg und Karl Mitschke übernahmen die Produktionsleitung.
Waltraud Haas, die in einer extra eingeschriebenen Rolle als Kaiserin Maria Theresia auf dem schmalen Steg in die reale Festung von Belgrad einreiten und dabei in die Kamera lächeln sollte, scheiterte zunächst, weil das Pferd, ein Polizeihengst, nicht an einen Damensattel gewohnt war. Mit einem anderen, an Damensättel gewohnten Pferd, gelang die komplizierte Szene dann.
Die Uraufführung des Films erfolgte am 31. August 1954 in Stuttgart. Die französische Version lief erstmals im Januar 1955 während der Internationalen Filmfestspiele Punta del Este, Uruguay, die französische Erstaufführung war am 18. Februar 1955 in Paris.

## Kritik
Das Lexikon des internationalen Films bezeichnet den Streifen als eine mit zeitbezogenen Anspielungen versehene Neuverfilmung der Straußschen Operette: Liebe, Eifersucht, «Zigeunermusik» im Österreich-Ungarn Maria Theresias.

## Quelle
- Programm zum Film: Illustrierte Film-Bühne, Verlag FILM-BÜHNE GmbH, München, Nummer 2457